# Campoletis tasmaniensis
Campoletis tasmaniensis là một loài tò vò trong họ Ichneumonidae.